# Berdeak
Euskal Herriko Berdeak (Verds del País Basc) o actualment Berdeak ("Verds" en català) és un partit ecologista del País Basc, confederat amb altres partits d'àmbit estatal espanyol Los Verdes. El seu àmbit d'actuació és la Comunitat autònoma del País Basc i Navarra, encara que la seva presència efectiva es limita bàsicament a Guipúscoa i Biscaia. Es troba germanat amb el partit Euskal Herriko Berdeak/Les Verts du Pays Basque, d'Iparralde. El partit es fundà com a Euskal Herriko Berdeak-Euskal Berdeak el 1990, i integrava la federació dels Verds. El 1992, Juantxo Domínguez, cap de llista del partit a les eleccions al Parlament Basc de 1990 abandona el partit al costat d'un grup de seguidors i funda Berdeak-Els Verds. El partit va ser inscrit en el registre de partits polítics del Ministeri de l'Interior el 16 de juny de 1992. La seva seu social està en la ciutat de Sant Sebastià. Els seus portaveus actuals són Florent Marcellesi (Bilbao) i Iñigo Agirre Arrieta (regidor de Mutriku des de maig de 2007).

## Resultats electorals
El seu debut amb la marca Berdeak fou a les eleccions generals espanyoles de 1993, en les quals Berdeak van concórrer en solitari. S'integra amb Ezker Batua per a les eleccions al Parlament Basc de 1994. La coalició obtingué 6 parlamentaris, sent un d'ells para Juantxo Domínguez, que estarà present en el Parlament Basc durant la legislatura 1994-1998.
En 1995 tornen a participar integrats en Ezker Batua en les eleccions municipals i forals. Obtenen un juntero en Àlaba i altre a Guipúscoa. Euskal Herriko Berdeak, la federació dels Verds, no participa en aquestes eleccions. En 1995 Berdeak participa en el Congrés de Granada que assisteix a la refundació dels Verds com una confederació de partits i s'integra com a partit membre d'aquesta confederació. Euskal Herriko Berdeak desaparegué com a formació política i els seus militants s'integren en Berdeak. A pesar del pacte amb Ezker Batua en les eleccions de juny de 1999, Berdeak participarà en solitari en les eleccions municipals i forals, així com en les europees. A les eleccions europees Els Verds es queden molt prop d'obtenir un eurodiputat.
En l'any 2000 es van presentar també en solitari al Congrés dels Diputats. En 1999, mitjançant acta notarial, es dona per finalitzada la federació entre Esquerra Unida-Ezker Batua i Berdeak-Els Verdes. No obstant això en 2004 Esquerra Unida-Ezker Batua es registra en el registre de partits amb el nom d'Ezker Batua-Berdeak sense que quedi ni un membre de Berdeak-Els Verds en el partit. No obstant això en el cas del País Basc, Ezker Batua va aconseguir mantenir el terme "Berdeak" en el seu nom (ja que "Berdeak" és al mateix temps substantiu i adjectiu en euskera), a pesar que en realitat Berdeak ja no estigués coaligada a Ezker Batua i a pesar dels acords signats entre ambdues formacions que implicaven respectar nom i identitat de cada formació.
En 2004 es van presentar a les eleccions al Parlament Europeu, obtenint la confederació espanyola dels Verds un eurodiputat, el valencià David Hammerstein. En el Congrés dels Diputats, compten amb 2 diputats: Francisco Garrido i Joan Oms mentre que el Grup Verd europeu compte amb 40 diputats. Avui dia Berdeak-Els Verds pertany al Partit Verd Europeu i a la Confederació de Los Verdes espanyols i compte amb el suport dels Verds d'Aquitània i d'Iparralde.
Quant a la confusió amb Ezker Batua, Berdeak segueix lluitant perquè Ezker Batua apliqui els acords entre ambdós partits i renunciï a utilitzar la denominació "Berdeak". A les eleccions al Parlament Basc de 2005 Berdeak es va presentar en coalició amb els animalistes del Partit Antitaurí, aplegant uns 4.000 vots. En les eleccions municipals i de juntes generals de 2007, Berdeak va concórrer en solitari i va obrir les seves llistes a ciutadans, associacions i plataformes veïnals i locals (com a Sopela, Getxo o Mutriku). A més d'un terme mitjà d'1,5% an les forals, va aconseguir els primers regidors verds de la història dels Verds a Euskadi: Mutriku 3 regidors (25% dels vots) i Sopelana 1 regidor (5,7% dels vots). A Getxo, va obtenir 3,3% dels vots i a Bilbao 0,86%. Per a les eleccions generals espanyoles de 2008, es presenten en solitari tant per al Congrés com per al Senat.